# Liste linkskommunistischer Organisationen in der Weimarer Republik
Die Liste linkskommunistischer Organisationen in der Weimarer Republik (1919–1933) umfasst dem Linkskommunismus zugeordnete Gruppen und Organisationen. Einige von ihnen werden auch als Linke Opposition der KPD zusammengefasst, weil sie in und außerhalb dieser Partei gegen den Kurs der Führung opponierten, vor allem gegen die Stalinisierung. Sie bildeten teils Fraktionen in der KPD, wurden ausgeschlossen oder traten aus und gründeten unabhängige Gruppen.
| Gründungsjahr | Name                                                               | Hauptvertreter                                  | Mitgliedszahlen                 | Presseorgane |
| ------------- | ------------------------------------------------------------------ | ----------------------------------------------- | ------------------------------- | --- |
| 1919          | KPD-Linke meist Internationale Kommunisten Deutschlands (IKD 1918) | Otto Rühle Heinrich Laufenberg Fritz Wolffheim  | ~38.000                         | |
| 2/1920        | Allgemeine Arbeiter-Union (AAU)                                    | Otto Rühle Rudolf Ziegenhagen                   | 200.000 (1921) – 12.600 (1924)  | |
| 4/1920        | Kommunistische Arbeiterpartei Deutschlands (KAPD)                  | Otto Rühle                                      | ~40.000 (8/1920) – 4.000 (1927) | Kommunistische Arbeiter-Zeitung |
| 9/1920        | Bund der Kommunisten (1920)                                        | Heinrich Laufenberg Fritz Wolffheim             |                                 | |
| 1921          | Allgemeine Arbeiter-Union – Einheitsorganisation (AAU-E)           | Otto Rühle Franz Pfemfert Oskar Kanehl          |                                 | Die Aktion |
| 1924          | Weddinger Opposition                                               | Hans Weber                                      |                                 | Der Pionier |
| 1925          | Internationaler Sozialistischer Kampfbund (ISK)                    | Leonard Nelson Minna Specht                     | >300                            | |
| 1925          | Fischer-Maslow-Gruppe                                              | Ruth Fischer Arkadi Maslow                      |                                 | |
| 1926          | KPD-Opposition (Linke KPD)                                         | Iwan Katz Theodor Gohr Berthold Karwahne        | ~800                            | Mitteilungsblatt für die Parteiarbeiter der KPD-Organisation in Niedersachsen / in Thüringen                                        |
| 1926          | Linke Kommunisten                                                  | Werner Scholem Hugo Urbahns                     | ~8                              | Schlacht und Hütte |
| 1926          | Entschiedene Linke (EL)                                            | Karl Korsch Heinrich Schlagewerth Ernst Schwarz | 3.500–5000                      | Alle Macht den Räten! Kommunistische Politik                                                                                        |
| 1926          | Entschiedene Linke (Schwarz-Gruppe)                                | Ernst Schwarz                                   | 4.000                           | Entschiedene Linke |
| 1926          | Kommunistische Arbeitsgemeinschaft (KAG 1926)                      | Otto Geithner Agnes Schmidt Hans Schreyer       |                                 | |
| 6/1926        | Spartakusbund linkskommunistischer Organisationen                  | Iwan Katz Franz Pfemfert Oskar Kanehl           | 12.000 - 6.000                  | Spartakus |
| 1926          | Gruppe Kommunistische Politik (GKP)                                | Karl Korsch                                     | 3.000 (1927)                    | Kommunistische Politik Der Klassenkämpfer Die Wahrheit                                                                              |
| 1926          | Kötter-Vogt-Gruppe                                                 | Wilhelm Kötter Otto Voigt                       |                                 | |
| 1926          | Weber-Gruppe                                                       | Hans Weber                                      |                                 | |
| 1926          | Fischer-Urbahns-Gruppe                                             | Ruth Fischer Hugo Urbahns                       |                                 | Die Fahne des Kommunismus Mitteilungsblatt Linke Opposition der KPD                                                                 |
| 1928          | Bolschewistische Einheit                                           | Erwin Ackerknecht Otto Schüssler Roman Well     | 50                              | |
| 4/1928        | Leninbund                                                          | Hugo Urbahns                                    | 6000 (1928) – 500 (1932)        | Volkswille |
| 1929          | Trotzkistische Minderheit                                          |                                                 |                                 | |
| 3/1930        | Vereinigte Linke Opposition der KPD (Bolschewiki-Leninisten)       | Anton Grylewicz                                 | 350–400                         | Internationales Bulletin der kommunistischen Links-Opposition Mitteilungsblatt der Reichsleitung Permanente Revolution Der Kampfruf |
| 1931          | Linke Opposition der KPD (Trotzkisten)                             | Erwin Ackerknecht Oskar Seipold                 | 150 (1931) – 1.000 (1933)       | |
| 1931          | Linke Opposition der KPD (Landau-Gruppe)                           | Kurt Landau                                     | 100–300                         | Der Kommunist |
| 12/1931       | Kommunistische Arbeiter-Union Deutschlands (AAUD)                  | Jan Appel                                       | ~300                            | |
| 1933          | Internationale Kommunisten Deutschlands (IKD 1933)                 |                                                 |                                 | Unser Wort |
| 1933          | Gruppe Funke                                                       | Kurt Landau                                     |                                 | |